# ハン・ベルガー
ハン・ベルガー（Han Berger , 1950年6月17日 - ）は、オランダ出身の元サッカー選手・サッカー指導者。

## 経歴
選手時代は足の重傷によりわずか22歳で現役を引退。エールディヴィジでの監督試合数は歴代2位、FCユトレヒトに限れば歴代1位の監督歴を持つ。オランダの数多くのクラブで監督やゼネラルマネージャーを歴任。オランダプロサッカーコーチ協会の会長も務めた。
2004年シーズン、Jリーグ・大分トリニータの監督を務めた。

## 指導者経歴
- 1972-76  FCユトレヒト アシスタントコーチ
- 1976-83  FCユトレヒト 監督
- 1983-86  FCフローニンゲン 監督
- 1986  AZアルクマール 監督
- 1987  フォルトゥナ・シッタート 監督
- 1987-89  FCユトレヒト 監督
- 1989-91  フォルトゥナ・シッタート 監督
- 1992-93  FCドルトレヒト 監督
- 1993-95  スパルタ・ロッテルダム 監督
- 1995-98  SCカンブール・レーワルデン 監督
- 1998-2000 U-21オランダ代表 監督
- 2000-03  FCユトレヒト テクニカルディレクター
- 2004  大分トリニータ 監督
- 2005-2008  デ・フラーフスハップ テクニカルディレクター
- 2009-2014  オーストラリアサッカー連盟 テクニカルディレクター
- 2014-2016  シドニーFC 監督